# Trnová
Trnová är en ort i Tjeckien.   Den ligger i regionen Plzeň, i den västra delen av landet, 80 km väster om huvudstaden Prag. Trnová ligger 409 meter över havet och antalet invånare är 807.
Terrängen runt Trnová är huvudsakligen platt, men norrut är den kuperad. Runt Trnová är det ganska tätbefolkat, med 248 invånare per kvadratkilometer. Närmaste större samhälle är Plzeň, 13,2 km söder om Trnová. I omgivningarna runt Trnová växer i huvudsak blandskog.